# Limenitis epiphicla
Limenitis epiphicla är en fjärilsart som beskrevs av Frederick DuCane Godman och Osbert Salvin. Limenitis epiphicla ingår i släktet Limenitis och familjen praktfjärilar. Inga underarter finns listade i Catalogue of Life.